# Nebioğlu, Çaycuma
Nebioğlu là một xã thuộc huyện Çaycuma, tỉnh Zonguldak, Thổ Nhĩ Kỳ. Dân số thời điểm năm 2011 là 2325 người.